# 環境メディアフォーラム
環境メディアフォーラム（かんきょうメディアフォーラム）は、気象予報士やアナウンサーといった放送文化人が連携し、メディアを通じて環境や気象についての危機啓発や課題解決に向けた取組の提案をする団体である。現在、メンバーには、岡田真奈美、中本賢、大橋まき、藤田恵美、駒村多恵、山田玲奈、川坂勇太、他30名が参加している。

## 主な活動

### 講演・イベント出演
- 2009.01 文化放送プラスF うちエコ!フェスタ講演(寺田斉子、王理恵)
- 2008.12 山口県周南市周南ツリーまつり「鍋は地球を救う!」トーク(井手迫義和、福谷貞夫<山口放送>)
- 2008.12 日本プロ野球選手会ベースボールクリスマス・エコステージ(岡田真奈美、選手会 宮本慎也、三浦大輔、和田毅、小松聖)
- 2008.12 クックパッド主催 うちエコ!レシピ体験イベント・トーク(中嶋美年子、井手迫義和)
- 2008.12 エコプロダクツ2008 環境コミュニケーションステージ・トーク(辺見えみり、井手迫義和)
- 2008.11 猟奇的な彼女inNY試写会トークショー(石田純一、井手迫義和)
- 2008.10 横浜南部市場まつりロハストークショー(中嶋美年子、岡田真奈美)
- 2008.10 首都高速大黒PAエコロマンチックパーキング(アイドリング!!!、井手迫義和)
- 2008.10 丸の内地球環境クラブキックオフシンポジウム(枝広淳子、小黒一三、竹村真一、井手迫)
- 2008.09 MITSUBISHI JISHO CLASSY CAFE Special AQUA HARMONY 公開録音(村治佳織×井手迫義和トーク&ライブ)
- 2008.08 a-nation 「POWER STAGE meet eco-nation」(名古屋、大阪2ステージ、東京2ステージ)出演
- 2008.08 打ち水プロジェクト2008(アイドリング!!!、寺田斉子)
- 2008.07 2008年サラゴサ国際博覧会国際シンポジウム「気候変動と持続可能な水資源」 講演(中本賢)
- 2008.06 東京都台東区環境月間特別セミナー「中本賢&井手迫義和エコトークショー」
- 2008.06 サガテレビ ECO MOVE2008 記念講演
- 2008.05 テレビ信州 地球温暖化講演
- 2008.04 アースデイ東京2008グリーントークステージ
- 2008.03 東京都台東区上野法人会女性環境セミナー「地球温暖化の危機」講演
- 2008.02 エコマインド放送文化人による環境大臣表敬訪問
- 2008.01 福井テレビ環境講演会講師担当
- 2007.12 第5回全国大学生環境活動コンテストWS講師担当
- 2007.12 RFラジオ日本公開生放送環境キャンペーンキックオフイベント
- 2007.12 チーム・マイナス6%集まればうちエコ!イベント
- 2007.12 東京都台東区エコアップ大賞環境フォーラム
- 2007.11 東京都清瀬市清瀬第二中学校温暖化授業
- 2007.11 沖縄県琉球放送主催講演
- 2007.10 埼玉県鶴ヶ島市環境講演会
- 2007.08 埼玉県上尾市環境講演会
- 2007.08 国会議員と小学生の対話シンポジウム基調講演
- 2007.07 山形県天童市干布小文化講演会
- 2007.07 埼玉県東部地域環境事務研究会講演
- 2007.06 埼玉県吉川市環境講演会
- 2007.06 東京都台東区エコライフセミナー

### ラジオ・テレビ出演
- 2009.3 HBC北海道放送「ユメイロ」
- 2009.3 OBS大分放送「ニュースオンライン」
- 2009.2 IBC岩手放送「いわてで『うちエコ!』プロジェクト～地球のためにできること～」
- 2009.2 MRO北陸放送「Nランナー」
- 2009.2 SBC信越放送「3時は!ららら♪」
- 2009.2 TYSテレビ山口「ぐちモニ」
- 2009.2 CBC中部日本放送「イッポウ」
- 2009.2 ITVあいテレビ「キャッチあい～特集～」
- 2009.2 TUYテレビユー山形「イブニングニュース」
- 2009.2 BSS山陰放送「テレポート山陰」
- 2009.2 RCC中国放送「イブニングふぉー」
- 2009.2 TUYテレビユー山形「イブニングニュース」
- 2009.2 TYSテレビ山口「やまぐちモーニングTV」
- 2009.2 KUTVテレビ高知「イブニングKOCHI」
- 2009.2　RKB毎日放送「ヘッドラインニュース」
- 2009.2　RKB毎日放送「今日感テレビ　ローカルニュース」
- 2009.2 ATV青森テレビ「おしゃべりハウス」
- 2009.2 BSN新潟放送「イブニング王国」
- 2009.2 KUTYテレビ高知「イブニングKOCHI」
- 2009.2 TYSテレビ山口「スーパー編集局」
- 2009.1 MBC南日本放送「ズバッと!鹿児島」
- 2009.1 RSK山陽放送「イブニングDONDON」
- 2009.1 SBS静岡放送「とく報!4時ら」
- 2009.1 IBC岩手放送「じゃじゃじゃフライデー」
- 2009.1 TBC東北放送「ウォッチン!みやぎ」
- 2009.1 ATV青森テレビ「ニュースロータリー」
- 2009.1 UTYテレビ山梨「はなきんマーケット」
- 2009.1 TBC東北放送「イブニング・ニュースTBC」
- 2009.1 TUFテレビユー福島「イブニング6」
- 2009.1 BSN新潟放送「BSNニュース」
- 2009.1 NBC長崎放送「ダントツ潮流」
- 2009.1 MRO北陸放送「ニュースランナー」
- 2009.1 UTYテレビ山梨「ニュースの星」
- 2009.1 MRT宮崎放送「アッパレ!Miyazaki」
- 2009.1 文化放送 電リク・ハローパーティ
- 2009.1 J-WAVE LOHAS SUNDAY 「2009年の環境展望」
- 2008.12 RBC琉球放送 「昼ニュース・スゴてれ・THE NEWS」
- 2008.12 SBS静岡放送 「サンデーニュース」
- 2008.12 MBC南日本放送 「環境をテーマに講演会」
- 2008.12 RBC琉球放送 「昼ニュース・スゴてれ・THE NEWS」
- 2008.12 RKK熊本放送 「夕方いちばんNEWS」
- 2008.12 チューリップテレビ 「イブニング・ニュース」
- 2008.12 RBC琉球放送 「昼ニュース・スゴてれ・THE NEWS」
- 2008.12 bayfm78 POWER BAY MORNING
- 2008.12 RFラジオ日本「鰐淵洋子の一期一会」
- 2008.9 JFN OPEN SESAME! BRAND NEW I
- 2008.9 J-WAVE CLASSY CAFE SPECIAL ～AQUA HARMONY～
- 2008.8 TOKYO FM Daily Planet 「日本が亜熱帯に?」
- 2008.7 J-WAVE LOHAS SUNDAY「2008年サラゴサ国際博覧会報告」
- 2008.7 RFラジオ日本 海の日特番「2008年サラゴサ国際博覧会報告」
- 2008.7 台東CATV 区政は今…「ふるさと東京が目指す場所」
- 2008.7 フジテレビ アイドリング!!!日記「エコアイドリング!!!」
- 2008.5 RFラジオ日本 開局50周年記念スペシャル「50年後の地球」
- 2008.5 テレビ長崎 できたてGopan
- 2008.4 青森放送 今日も!あさぷり
- 2008.4 IBC岩手放送 ワイドステーション
- 2008.4 山梨放送 ふぁんタメ
- 2008.3 秋田放送 ごくじょうラジオ
- 2008.3 RFラジオ日本 エコ特番「地球温暖化、今、私たちにできること」
- 2008.3 北陸放送 GOGOは本多町3丁目
- 2008.3 福井テレビ・石川テレビ・富山テレビ ルー大柴のDr.エコ～塵も積もればマウンテン～
- 2008.3 琉球放送 シャキッとi
- 2008.3 北日本放送 とれたてワイド朝生!
- 2008.3 山陰放送 土曜亭らじおDON!
- 2008.3 信越放送 HOT情報
- 2008.3 信越放送 ラジオの王様
- 2008.3 熊本放送 Oh!昼のほっとタイム
- 2008.3 中四国ライブネット「地球も財布もエコロジー」
- 2008.3 RFラジオ日本 オトナの情報マガジン ザ・チャレンジ(木曜エコノミカ)
- 2008.2 J-WAVE CLASSY CAFE(温暖化と水)
- 2008.1 J-WAVE ブームタウン(KEY OF LIFE)
- 2007.12 J-WAVE ロハスサンデー(ロハス重大ニュース2007)
- 2007.12 RFラジオ日本開局記念特番(特別環境講座)
- 2007.12 RFラジオ日本土曜競馬実況中継うちエコ!生中継
- 2007.12 琉球放送月曜フォーラム(地球温暖化の話)
- 2007.11 J-WAVEエコ特番(エコ王子)
- 2007.08 J-WAVE ロハスサンデー
- 2007.07 JFN サンセットジャム
- 2007.07 CROSS FM クロサタX
- 2007.07 FM愛知 ロハスマイライフ

#### 監修・企画
- 2008.7 2008年サラゴサ国際博覧会国際シンポジウム「気候変動と持続可能な水資源」
- 2008.3～4 NEW AM21「STOP!温暖化 ラジオ環境大臣キャンペーン」
- 2008.1～3 福井テレビ,石川テレビ,富山テレビ「なんか変!?北陸環境マップ」2007.12 BS朝日「100年後の地球へ」
- 2007.11～ J-WAVE,CROSS FM,FM NORTH WAVE,FM802,ZIP-FM「DRIVE WITH LOVE」
- 2007.11～ JRN「エコドライブキャンペーン」
- 2007.10 扶桑社 今さらきけない環境問題 Presented by 環境野郎Dチーム
- 2007.08 国際投信 トークセッションDVD地球温暖化の真実
- 2007.06-09 テレビ朝日「MYエコロ」
- 2007.06 日本テレビ エコウィークエンド

### イベント出演・講演活動
- 2008年7月21日(月)2008年サラゴサ国際博覧会国際シンポジウム「気候変動と持続可能な水資源」の企画・プロデュースを担当。
- (主催) 日本政府(経済産業省、日本貿易振興機構)
- 国連水と衛生に関する諮問委員会(UNSGAB)
- 国連水関連機関調整会議(UNWATER)
- 財団法人地球産業文化研究所
- 特定非営利活動法人日本水フォーラム(特別協力)

- (講演) 皇太子(特別講演)
- Alexander Muller(FAO:国連食糧農業機関 天然資源管理・環境局局長)
- Bert Metz(IPCC:気候変動に関する政府間パネル 第三作業部会議長)
- Rouque Gistau(2008年サラゴサ国際博覧会公社総裁)
- 竹村公太郎(日本水フォーラム事務局長)
- 中本賢(俳優・環境メディアフォーラムメンバー)